# درفار
درفار (بالصربية: Дрвар تلفظ [dř̩ʋaːr] ووضوحا [دور]) هي مدينة وبلدية تقع في الكانتون 10 من اتحاد البوسنة والهرسك، كيان البوسنة والهرسك. سجل تعداد عام 2013 أن عدد سكان البلدية يبلغ 7036 نسمة.
تقع درفار في غرب البوسنة والهرسك، على الطريق بين بوسانسكو غراهوفو وبوسانسكي بتروفاك، بالقرب أيضًا من غلاموتش. تقع في وادي واسع، في الجزء الجنوبي الشرقي من بوسانسكا كراينا، بين جبال أوسيċانيكا، كليكوفاċا، فيينيكا، و شاتور من جبال ديناريك.
تقع درفار في منطقة جبلية شديدة التضاريس، وتضمّ المدينة والعديد من القرى النائية، وتبلغ مساحتها الإجمالية حوالي 1030 كيلومتر مربع (أي ما يعادل 640 ميل مربع). تمتدّ المدينة بشكل أساسي على الجانب الأيسر من نهر أوناك، على ارتفاع يقارب 480 مترًا (1574 قدمًا).

## الإسم
الإسم مشتق من الكلمة السلافية (dervo) أو ( ديرفو ) والتي تعني "الخشب". خلال فترة جمهورية يوغوسلافيا الاتحادية الاشتراكية ، تم تسمية درفار تيتوف درفار تكريما لجوزيب بروز تيتو .

## التاريخ

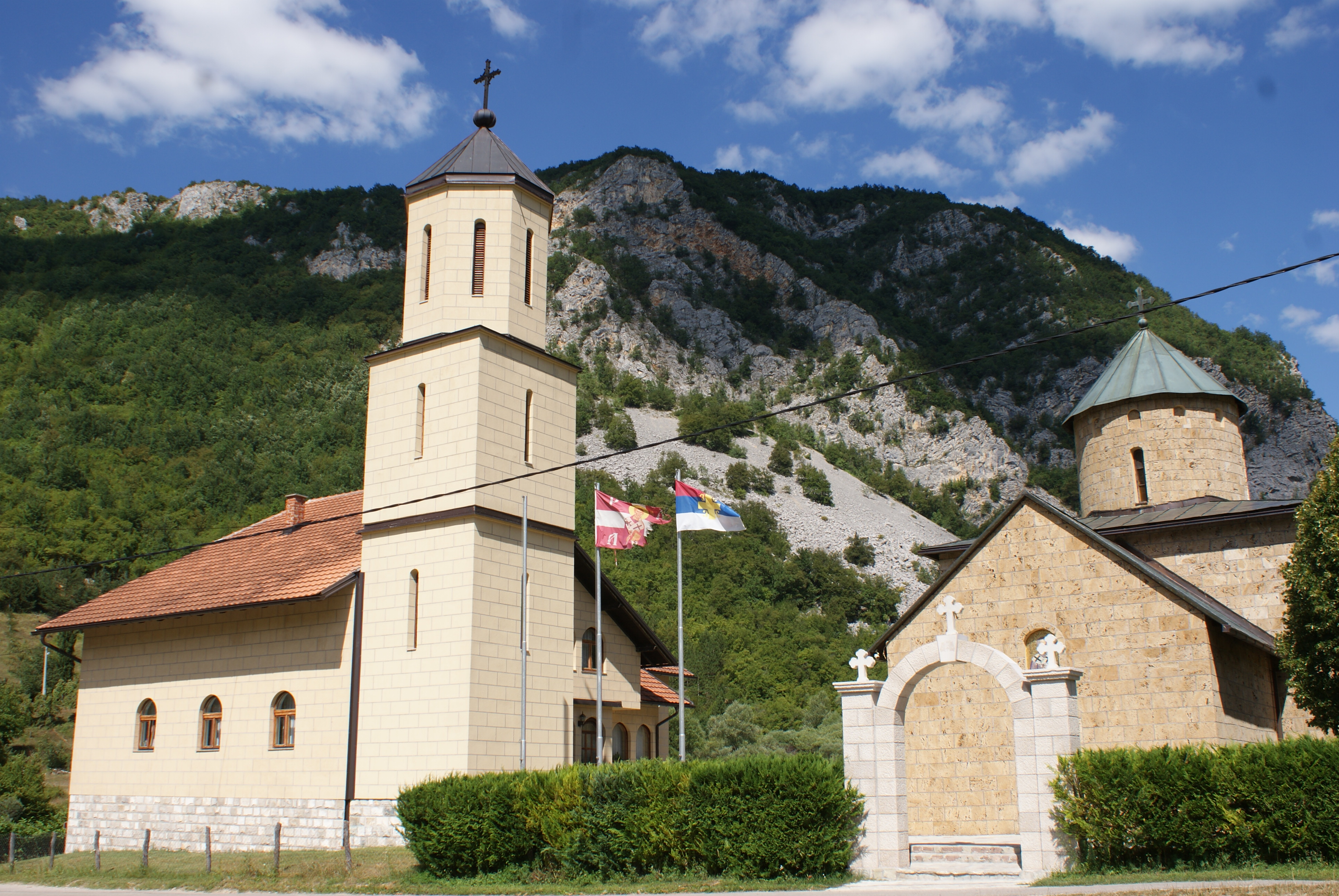
دير الرمانج من القرن السادس عشر

### التاريخ المبكر
تعود الكتابات الأولى عن درفار إلى القرن التاسع الميلادي . في النصف الأول من القرن السادس عشر (حوالي 1530) هاجر سكان هذه المنطقة، تحت قيادة فوينوفيتش من غلاموتش ، إلى المناطق المحيطة بزغرب (ميتليكا زومبيراك وأربع قرى مجاورة). كانت المنطقة الأكبر مأهولة بالسكان في العصر الروماني كما يتضح من بقايا الطرق من الحضارة الرومانية.

### الحكم النمساوي المجري
في عام 1878، خضعت درفار، إلى جانب بقية البوسنة، للحكم النمساوي المجري . حوالي عام 1893، الصناعي الألماني Otto von Steinbeis استأجرت الحق في استغلال غابات التنوب والتنوب في جبال كليكوفاتشا ولونجيفاتشي وسرنيتشا وأوسجينيكا. عملت Steinbeis في المنطقة حتى عام 1918 عندما استحوذت الدولة اليوغوسلافية الجديدة على الشركة بعد الحرب العالمية الأولى . خلال السنوات الـ 25 التي عمل فيها ستاينبيس في المنطقة، أنشأ بنية تحتية كاملة لمعالجة منتجات الغابات بما في ذلك بناء مصانع الخشب الحديثة في درفار ودوبرليجين، وبناء شبكة من الطرق و400 طريق. كيلومترات من السكك الحديدية الضيقة وخطوط الهاتف والتلغراف.  خلال هذا الوقت نمت درفار لتصبح مدينة صناعية توظف ما يقرب من 2800 شخص حيث تم بناء المنازل والمستشفيات والمطاعم والمقاهي ومحلات البيع بالتجزئة. ظهرت مصانع إضافية في درفار، بما في ذلك مصنع السليلوز الذي افتتحه ألفونس سيمونيوس بلومر.
وفي النهاية، أدت ظروف العمل السيئة إلى أول إضرابات منظمة في درفار عام 1906. استمرت هذه الإضرابات حتى عام 1911 عندما حظرت الإمبراطورية النمساوية المجرية جميع هذه الأنشطة.

### القرن العشرون
في عام 1918 انهارت الإمبراطورية النمساوية المجرية و صعود مملكة الصرب والكروات والسلوفينيين وبعض الدول الأخرى. لكن هذا لم يساعد أو يستفاد في محنة العمال في مدينة درفار، الذين أصبحوا أفضل تنظيمًا وانتفضوا للإضراب مرة أخرى في عام 1918 إلى عام 1921.

### مملكة يوغسلافيا
من عام 1929 إلى عام 1941، كان درفار جزءًا من مملكة يوغوسلافيا ( ليست جمهورية يوغوسلافيا الاتحادية الاشتراكية ). وفي عام 1932، أدت الأزمة الاقتصادية إلى تسريح 2000 عامل.

### الحرب العالمية الثانية

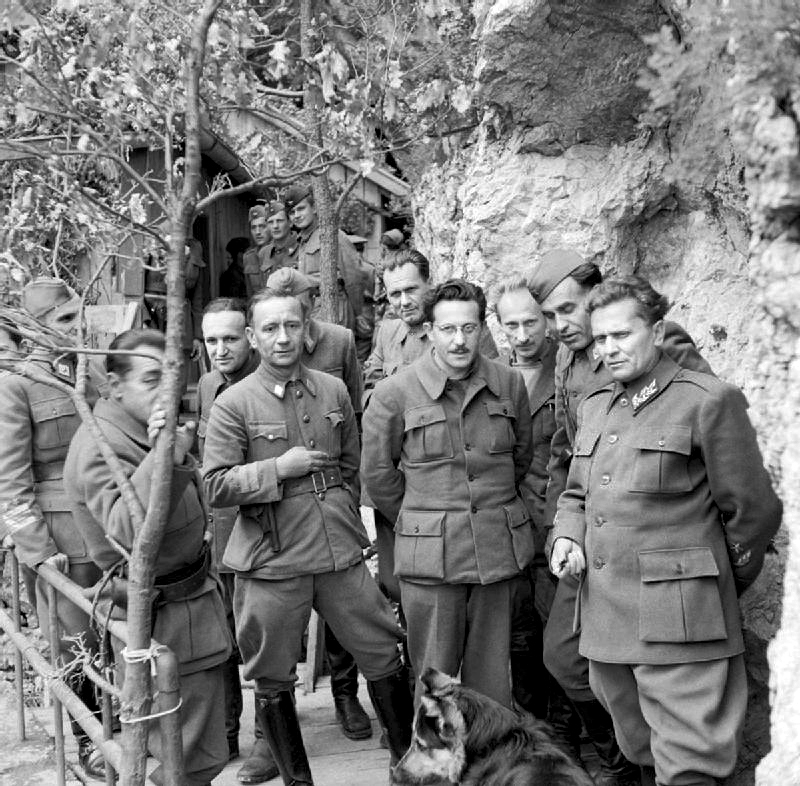
المارشال تيتو (يمين) مع حكومته في درفار، 1944

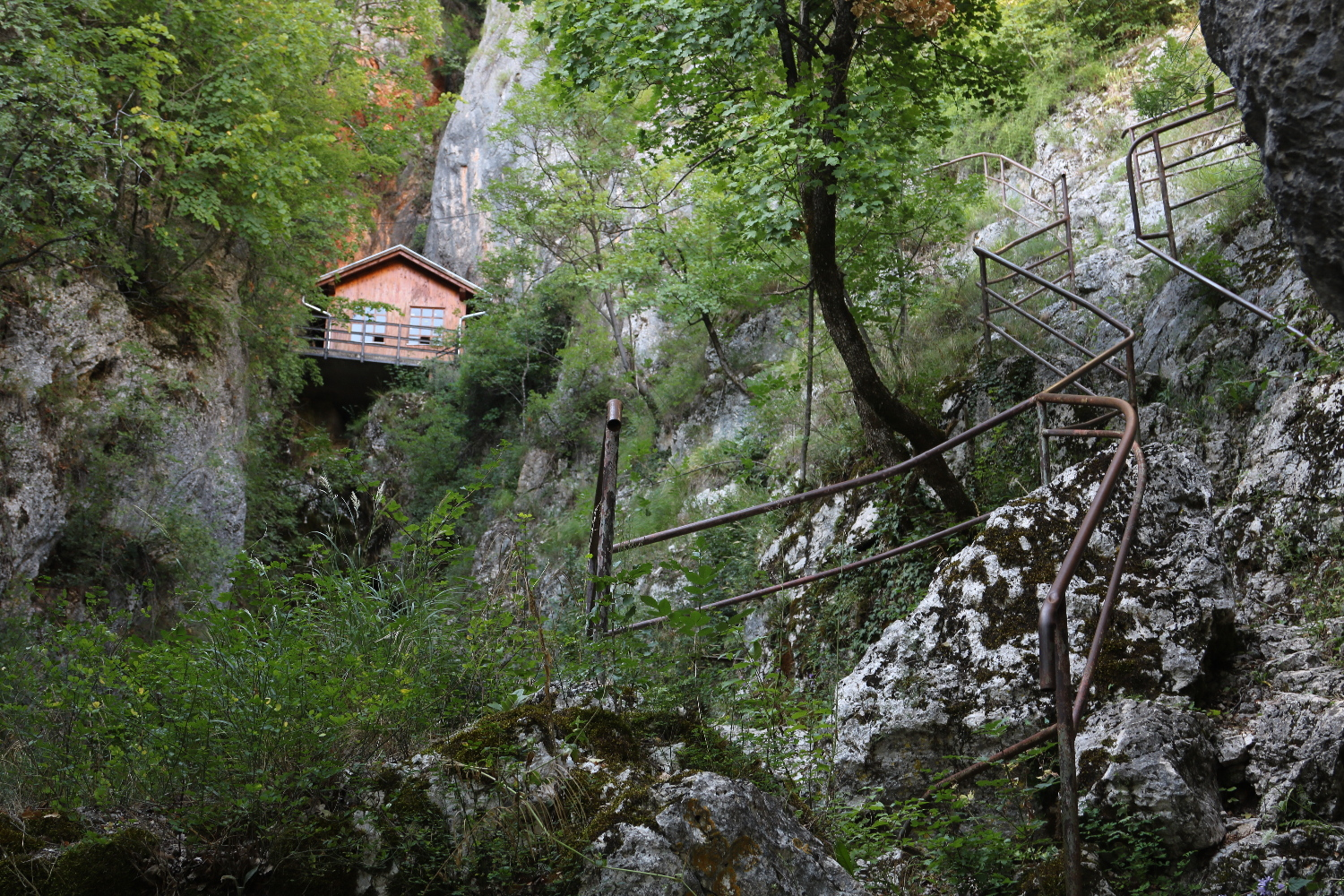
مقر كهف تيتو

في 10 أبريل، أعلنت أوستاشي ، المتحالفة مع ألمانيا النازية ، دولة كرواتيا المستقلة (NDH) وطالبت بالمنطقة بأكملها المعروفة باسم البوسنة والهرسك كجزء من أراضيها. في درفار، أدى ذلك إلى بداية وجود حكومة أوستاشي، الحركة المسؤولة بشكل رئيسي عن محرقة الحرب العالمية الثانية في دولة كرواتيا المستقلة والتي تم فيها إرسال أعضاء المقاومة والمعارضين السياسيين الصرب واليهود والغجر والكروات والبوسنيين. إلى معسكرات الاعتقال وقتل. في البداية، كانت فرقة Ustaše في درفار تتألف من السكان الكرواتيين المقيمين في درفار، ولكن سرعان ما تم تعزيزهم بآخرين جاءوا من خارج درفار.[بحاجة لمصدر]</link>
في يونيو 1941، اعتقل أوستاشي مجموعة كبيرة من مواطني درفار البارزين، واقتادهم إلى ريسوفاتش بالقرب من بوسانسكي بتروفاك، حيث تعرضوا للتعذيب والقتل وإلقائهم في حفرة.[بحاجة لمصدر]</link> أوستاشي بسجن جميع الرجال الصرب من درفار خلال شهري يونيو ويوليو 1941، بدأوا الاستعداد لسجن وقتل جميع الصرب من درفار، بغض النظر عن أعمارهم وجنسهم، بما في ذلك جميع النساء والأطفال. 
أجبرت أنشطة الإبادة الجماعية التي قامت بها Ustaše السكان الصرب المستهدفين على تنظيم انتفاضة تعرف باسم انتفاضة درفار . تم تنظيم المتمردين في Kamenički و Javorje و Crljivičko-zaglavički و Boboljusko-cvjetnički و Trubarski و Mokronog و Tičevski ومنطقة Grahovo مفارز حرب العصابات Grahovsko-resanovski.[بحاجة لمصدر]</link>
في التاريخ الحديث، ربما تكون درفار هي الأكثر شهرة باعتبارها موقع غارة جوية جريئة على درفار ، والتي أطلق عليها الاسم الرمزي "عملية Rösselsprung"، في 25 مايو 1944، من قبل الغزاة الألمان النازيين، في محاولة لاغتيال تيتو . كان تيتو، القائد الحزبي الرئيسي، محميًا في مقر هيئة الأركان العامة الحزبية فيما يسمى الآن "كهف تيتو" في التلال القريبة من درفار في ذلك الوقت.
خلال 4 سنوات وشهر واحد من الحرب، كانت درفار تحت الاحتلال لمدة 390 يومًا فقط. قُتل 767 مدنيًا من درفار ولم يبق سوى 13 منزلاً قبل الحرب قائمة. ودمر ما يقرب من 93% من البنية التحتية للمدينة، وانخفضت أعداد الماشية بنسبة تزيد عن 80%.
احتل الجيش الألماني مدينة درفار لأول مرة في أبريل 1941، ثم تبعها الإيطاليون بعد ذلك بوقت قصير. استمر درفار في مواجهة قتال عنيف حتى منتصف عام 1942 عندما تم طرد آخر القوات الألمانية والإيطالية. عاد الألمان إلى درفار في عام 1943 وتركوها خرابا محترقا عندما غادروا.
خلال صيف عام 1941، طرد الشيتنيك وقتلوا المدنيين الكروات والكاثوليك في منطقة درفار. كان الحدث الأكثر أهمية هو مذبحة تروبار ، وهي مذبحة مدنية ارتكبها الشيتنيك في 27 يوليو 1941.  

### جمهورية يوغوسلافيا الاتحادية الاشتراكية
في السنوات التي أعقبت الحرب، أعيد بناء مدينة درفار، و عادت صناعة الأخشاب، وتطورت صناعات المعادن والتصنيع والسجاد في المدينة. وفي نهاية المطاف، تم توصيل الكهرباء إلى القرى المهجورة. وبمرور الوقت، أصبحت وجهة سياحية مشهورة في البوسنة تجتذب ما يقرب من مئتان ألف زائر سنويًا، و أحد المعالم الشهيرة كهف تيتو، وفي 24 نوفمبر 1981، غيرت درفار اسمها إلى تيتوف درفار.

### حرب البوسنة
في سبتمبر 1995، سيطرت القوات الكرواتية على مدينة درفار، بالإضافة إلى بعض البلديات الأخرى في المنطقة، مما أدى إلى فرار السكان الصرب. انتقل العديد من هؤلاء السكان إلى مدينة بانيا لوكا، تاركين درفار مهجورة تقريبًا.
قبل عام 1995، كانت درفار مأهولة بالكامل تقريبًا من قبل صرب البوسنة. خلال حرب البوسنة التي دارت رحاها بين عامي 1992 و 1995، كانت درفار تحت سيطرة ما يسمى الآن بجمهورية صربسكا.
بعد سقوط درفار في عام 1995، بقيت المدينة تحت سيطرة كرواتيا حتى نهاية الحرب.
في الثالث من أغسطس عام 1995، بدأت القوات المسلحة الكرواتية، بمساعدة من كروات البوسنة، قصف مدينة درفار من جبل شاتور. أسفر هذا القصف عن مقتل اثنين من سكان درفار، مما دفع كبار السن من الرجال والنساء إلى النزوح إلى بلدة بتروفاك المجاورة.
وفي اليوم التالي، شنت القوات المسلحة للحكومة الكرواتية "عملية العاصفة". ووصف المبعوث الخاص للاتحاد الأوروبي إلى يوغوسلافيا السابقة، كارل بيلت، هذه العملية بأنها "أكثر عمليات التطهير العرقي كفاءة شهدناها في البلقان".
وتزامناً مع بدء العملية، عبر مئات الآلاف من اللاجئين الحدود من إقليم "دالماتينسكا" زاكورة في كرواتيا، متجهين صوب درفار، مستخدمين في رحلة هروبهم السيارات والجرارات والعربات، وحتى السير على الأقدام.
وتجدد القصف الذي شنته القوات الكرواتية على المناطق النائية من درفار، واستمر لعدة أيام.

#### ما بعد الكارثة
حيث أصبحت المدينة جزءًا من اتحاد البوسنة والهرسك، وفُتحت أبوابها أمام عودة النازحين.
استغلّ سياسيون كروات هذه الفرصة لجذب ما يصل إلى 6000 كرواتي بوسني، معظمهم من النازحين من وسط البوسنة، إلى درفار. تمّ ذلك من خلال وعود مغرية بتوفير وظائف ومنازل شاغرة.
رافق هذا التوافد الكرواتي تواجد عسكري مكثف، حيث تمركز في درفار 2500 جندي من قوات مجلس الدفاع الكرواتي وعائلاتهم. استوطن الجنود أيضًا في منازل المواطنين الصرب البوسنيين النازحين.
نتج عن هذه التطورات تغيير جذري في التركيبة السكانية لدرفار. فبين عامي 1995 و 1999، تحولت المدينة إلى مدينة ذات أغلبية كرواتية، بعد أن كانت في السابق موطنًا لمزيج من الصرب والكروات والمسلمين.
أثار هذا التحول الديموغرافي جدلًا واسعًا، حيث اعتبره البعض عملية تطهير عرقي ممنهجة، بينما اعتبره آخرون خطوة ضرورية لضمان عودة آمنة للكروات البوسنيين إلى منازلهم.
لا تزال تداعيات هذا التحول السكاني محسوسة حتى اليوم، حيث تواجه درفار تحديات في دمج مختلف مكوناتها السكانية وتحقيق التعايش السلمي بينهم.
شهد عام 1996 بدايات عودة تدريجية للاجئين الصرب إلى ديارهم في كرواتيا، لكن سرعان ما واجهوا واقعًا مريرًا تمثل في المضايقات والتمييز من قبل الجانب الكرواتي. ورغم استمرار أعمال النهب والحرق التي طالت منازلهم خلال الفترة بين عامي 1996 و 1998، إلا أن مساعي العودة لم تتوقف، لتُصبح رمزًا لصمود الشعب الصربي في وجه الظروف القاسية.
في عام 1998، شهدت مدينة درفار في البوسنة والهرسك تصاعدًا خطيرًا في التوتر بين العائدين الصرب البوسنيين والغالبية الكرواتية. بلغت المعارضة الكرواتية لعودة اللاجئين الصرب ذروتها في أعمال شغب عنيفة طالت منازل ومباني المدينة.
تعرض أفراد قوة عمل الشرطة الدولية التابعة للأمم المتحدة، وقوة تحقيق الاستقرار، والعمدة مايل مارسيتا (المنتخب بأصوات اللاجئين الصرب) لاعتداءات من قبل المحتجين. وازداد الوضع سوءًا بمقتل اثنين من الصرب المسنين النازحين الذين عادوا مؤخرًا إلى درفار.
أظهرت هذه الأحداث عمق الانقسامات العرقية في درفار، وبرزت الحاجة الملحة لجهود دولية حاسمة لضمان عودة آمنة ومستدامة للاجئين الصرب.
تعرضت بلدة درفار لضرر كبير، ليس فقط خلال الحرب، بل أيضاً خلال فترة الاحتلال اللاحقة من قبل المدنيين والعسكريين الكروات. واجه النازحون من صرب البوسنة الذين حاولوا العودة إلى ديارهم عمليات نهب وحرق لمنازلهم وأعمالهم.
وحتى الآن، تهيمن القلة الكرواتية على الحكومة المحلية والشركات، مما يُصعّب على الصرب العثور على فرص عمل مناسبة.
يُظهر هذا النص بوضوح كيف أن آثار الحرب والاحتلال لا تزال تُلقي بظلالها على بلدة درفار، مما يُعيق عودة الحياة الطبيعية إلى سكّانها.

### حديث
منذ نهاية حرب البوسنة، عاد حوالي 5000 من سكان صرب البوسنة إلى درفار.[بحاجة لمصدر]ومع ذلك، يبلغ معدل البطالة في المدينة 80٪ ويلوم العديد من السكان حكومة اتحاد البوسنة والهرسك على الوضع الاقتصادي السيئ جداً.  
في سبتمبر من العام 2019 ميلادي، قام رئيس صربيا ألكسندر فوتشيتش بزيارة رسمية إلى درفار، برفقة العضو الصربي في رئاسة البوسنة والهرسك ميلوراد دوديك . 

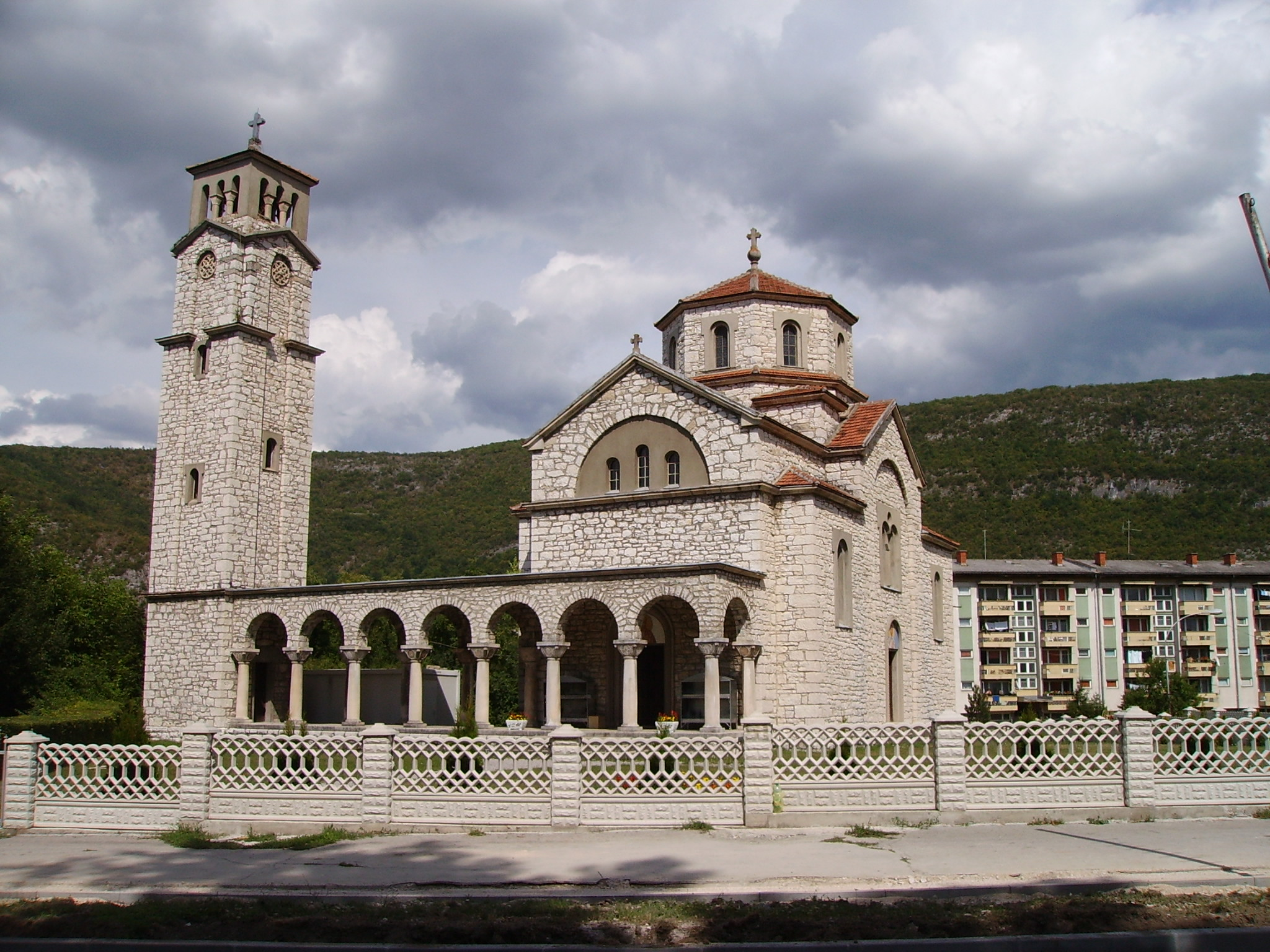
الكنيسة الأرثوذكسية الصربية

درفار هو عضو في [[|]] .

## التركيبة السكانية

### سكان
| سكان المستوطنات – بلدية درفار | سكان المستوطنات – بلدية درفار | سكان المستوطنات – بلدية درفار | سكان المستوطنات – بلدية درفار | سكان المستوطنات – بلدية درفار | سكان المستوطنات – بلدية درفار | سكان المستوطنات – بلدية درفار |
| ----------------------------- | ----------------------------- | ----------------------------- | ----------------------------- | ----------------------------- | ----------------------------- | ----------------------------- |
|                               | مستعمرة                       | 1961.                         | 1971.                         | 1981.                         | 1991.                         | 2013.                         |
|                               | المجموع                       | 18.811                        | 20,064                        | 17,983                        | 17,126                        | 7,560                         |
| 1                             | درفار                         | 3,646                         | 6,417                         | 7,063                         | 8,053                         | 3,730                         |
| 2                             | درفار سيلو                    |                               |                               |                               | 844                           | 490                           |
| 3                             | موكرونوج                      |                               |                               |                               | 646                           | 298                           |
| 4                             | شيبوفلجاني                    |                               |                               |                               | 998                           | 478                           |
| 5                             | ترنينيتش برييج                |                               |                               |                               | 382                           | 232                           |
| 6                             | فرتوتشي                       |                               |                               |                               | 1,582                         | 825                           |

### التركيبة العرقية
|              | 2013.          | 1991.          | 1981.          | 1971.          | 1961.           |
| المجموع      | 3,730 (100,0%) | 8,053 (100,0%) | 7,063 (100,0%) | 6,417 (100,0%) | 3,646 (100,0%)  |
| الصرب        | 3,160 (84,72%) | 7,693 (95,53%) | 6,006 (85,03%) | 6,056 (94,37%) | 3,645 (99,972%) |
| الكروات      | 527 (14,13%)   | 24 (0,298%)    | 42 (0,595%)    | 98 (1,527%)    | 95 (2,606%)     |
| آحرون        | 33 (0,885%)    | 48 (0,596%)    | 18 (0,255%)    | 50 (0,779%)    | 35 (0,960%)     |
| البوشناق     | 10 (0,268%)    | 29 (0,360%)    | 22 (0,311%)    | 115 (1,792%)   | 33 (0,905%)     |
| يوغوسلافيا   |                | 259 (3,216%)   | 961 (13,61%)   | 66 (1,029%)    | 18 (0,494%)     |
| الألبان      |                |                | 11 (0,156%)    | 16 (0,249%)    |                 |
| السلوفينيين  |                |                | 3 (0,042%)     | 7 (0,109%)     |                 |
| الجبل الأسود |                |                |                | 9 (0,140%)     |                 |

|              | 2013.          | 1991.           | 1981.           | 1971.           | 1961.            |
| المجموع      | 7,560 (100,0%) | 17,126 (100,0%) | 17,983 (100,0%) | 20,064 (100,0%) | 18,811 (100,0%)  |
| الصرب        | 6,420 (91,25%) | 16,608 (96,98%) | 15,896 (88,39%) | 19,496 (97,17%) | 18,362 (97,613%) |
| الكروات      | 552 (7,845%)   | 33 (0,193%)     | 62 (0,345%)     | 141 (0,703%)    | 185 (0,968%)     |
| آحرون        | 53 (0,753%)    | 68 (0,397%)     | 32 (0,178%)     | 101 (0,503%)    | 61 (0,324%)      |
| البوشناق     | 11 (0,156%)    | 33 (0,193%)     | 26 (0,145%)     | 213 (1,062%)    | 34 (0,181%)      |
| يوغوسلافيا   |                | 384 (2,242%)    | 1 949 (10,84%)  | 74 (0,369%)     | 169 (0,898%)     |
| الألبان      |                |                 | 12 (0,067%)     | 16 (0,080%)     |                  |
| السلوفينيين  |                |                 | 4 (0,022%)      | 7 (0,035%)      |                  |
| الجبل الأسود |                |                 | 2 (0,011%)      | 16 (0,080%)     |                  |

## اقتصاد

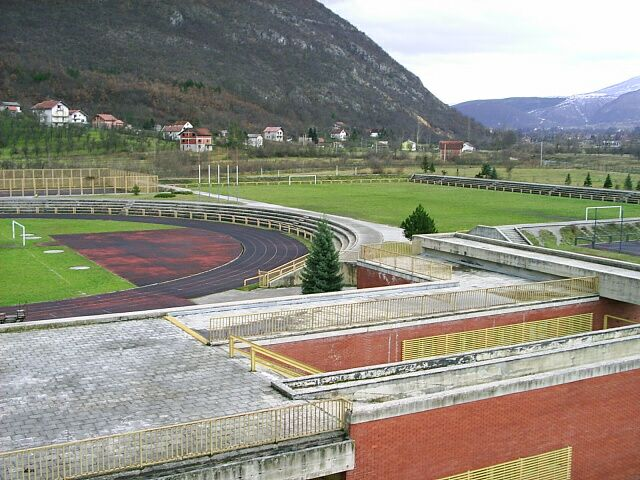
ملعب رياضي

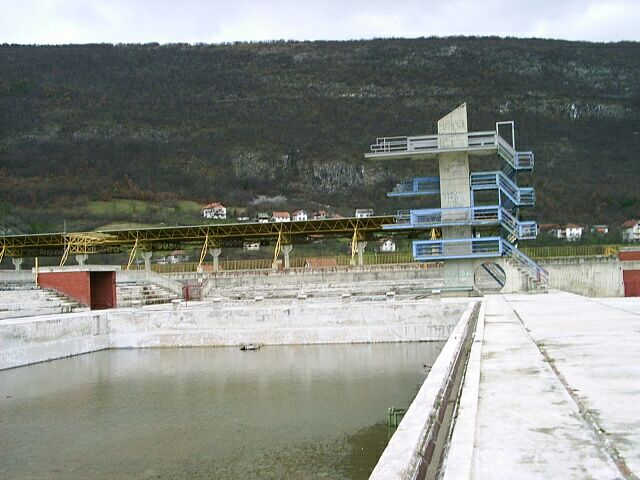
حمام سباحة أولمبي

كان درفار معروفًا بالفعل في العصر النمساوي المجري بسبب الخشب عالي الجودة القادم من تلك المنطقة. لا تزال منطقة درفار واحدة من أكبر بيئات قطع الأشجار وتجهيز الأخشاب في البوسنة والهرسك. إحدى المشاكل الرئيسية في هذا المجال هي الفساد المنتشر المرتبط بصناعة معالجة الأخشاب. وتشير التقديرات إلى أنه خلال عام 2004 "اختفى" حوالي 110.000 متر مكعب من الخشب. متوسط سعر 1م 3 من الأخشاب (الدرجة الثانية) حوالي 100 BAM (100 مارك قابل للتحويل = 49.5 يورو).

## سمات
فيلم "Desant na Drvar" هو فيلم عن الهجوم الألماني على Drvar. لا تزال هناك بعض المواقع في المنطقة، والتي كانت هناك قتال شديد من أجلها في تلك الفترة، والتي يبدو أنها لم يمسها الزمن.
ومن المعالم الشهيرة "كهف تيتو" وما يسمى "القلعة". في الموقع المذكور الأخير يمكن العثور على مقبرة نمساوية-هنغارية (في حالة سيئة للغاية) والتي قد تحتوي على عدد (غير معروف) من الجنود الألمان المدفونين بعد هجوم عام 1944. يوجد في هذا المكان أيضًا علامة طريق رومانية (+/- 100 م). ويمكن العثور على واحد آخر في الطريق إلى بوسانسكي بتروفاتس بالقرب من زاغلفيتسا .

## مشاهير
- [[|]][الإنجليزية] ، دكتور في علم التشفير
- أندريا أرسوفيتش ، الرماية الرياضية
- ماريا بورساك ، البطلة القومية ليوغوسلافيا
- [[|]][الإنجليزية] ، بطل قومي
- نيكولا سبيريتش ، رئيس وزراء البوسنة والهرسك الأسبق
- إيليا كاجيتيز ، عالم اجتماع، فيلسوف، معلم، كاتب، وضابط متقاعد
- رادومير كوفاتشيفيتش ، الحائز على الميدالية الأولمبية في الجودو
- ديان ماتيتش ، مغني
- ساشا ماتيتش ، مغني
- [[|]][الإنجليزية] ، أول رجل تسلق جبل إيفرست من البوسنة والهرسك وجمهورية صربسكا في عام 2007
- ميلان روديتش ، لاعب كرة قدم محترف
- ميركو سرديتش ، موسيقي

## أنظر أيضا
الفوائد